# إبراهيم ستيرن
إبراهيم ستيرن (بالعبرية: אברהם יצחק שטרן‏) هو سياسي إسرائيلي، ولد في 30 أكتوبر 1935 في حيفا في إسرائيل، وتوفي في 12 مايو 1997 في إسرائيل. حزبياً، نشط في مفدال. وقد انتخب عضو الكنيست ‏ وقد انضم خلال فترته النيابية ‏ (17 يونيو 1996 – 12 مايو 1997)  للكتلة البرلمانية مفدال.